# Torre Begonias
La Torre Begonias, es un rascacielos ubicado en el distrito de San Isidro, Lima, Perú.
Es propiedad del Grupo Brescia, al igual que el Edificio Banco Continental. Aloja un grupo de oficinas entre las que se encuentran las de Compañía de Minas Buenaventura, McKinsey & Company, Huawei, entre otras. Su construcción terminó en 2013. Tiene una altura de 120 m., 26 pisos con 8 sótanos.
En el lobby del edificio hay siete esculturas de la serie llamada "Semillas" del escultor peruano Jaime Miranda Bambarén, piezas asociadas a la instalación 13 Moons (Seeds). En las pantallas de video localizadas en el interior de los ascensores del edificio, se emitía un documental relativo a la creación de la obra llamado "Semillas 56sec".

## Véase también

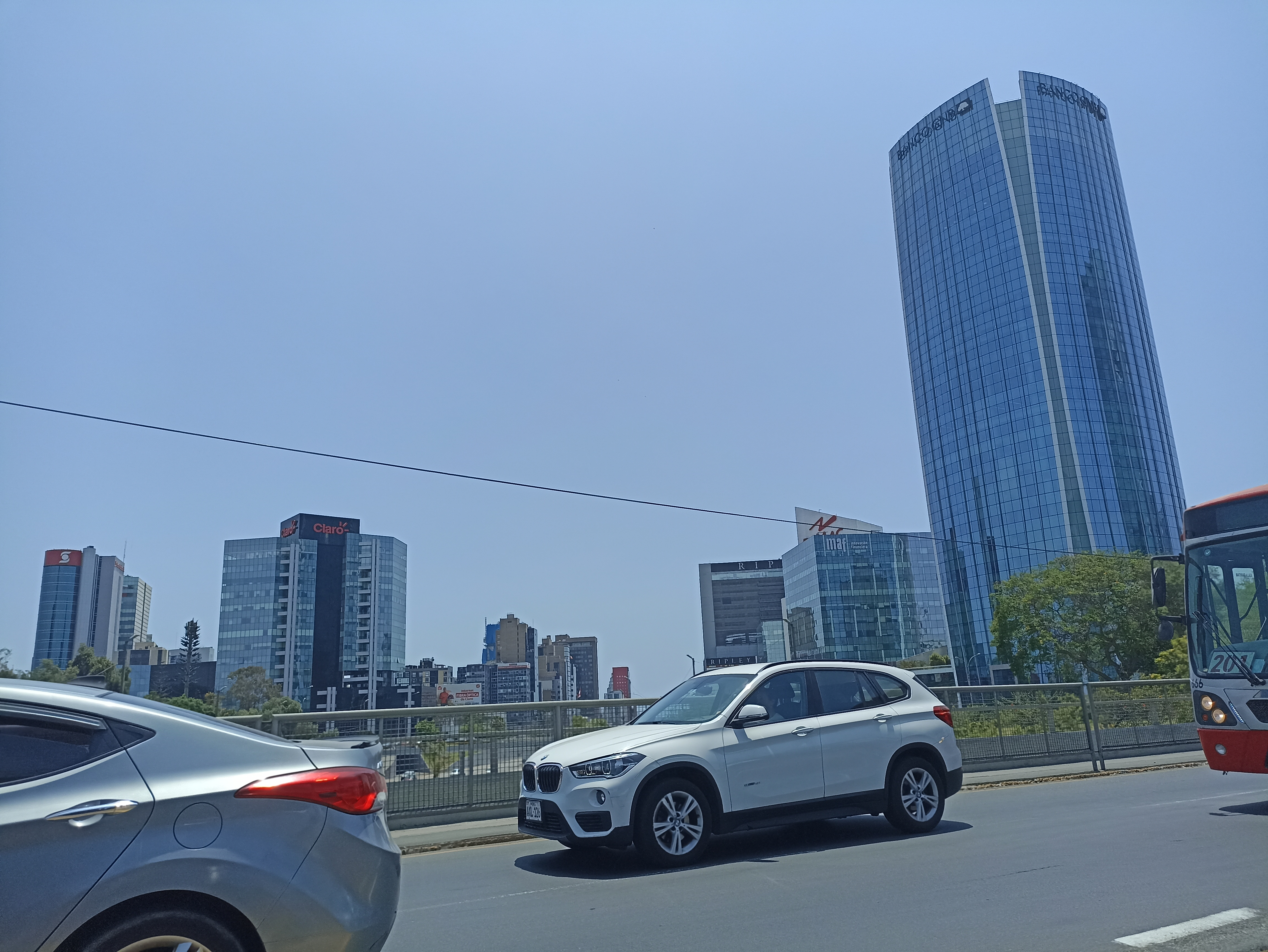
Torre Begonias desde Av. Javier Prado
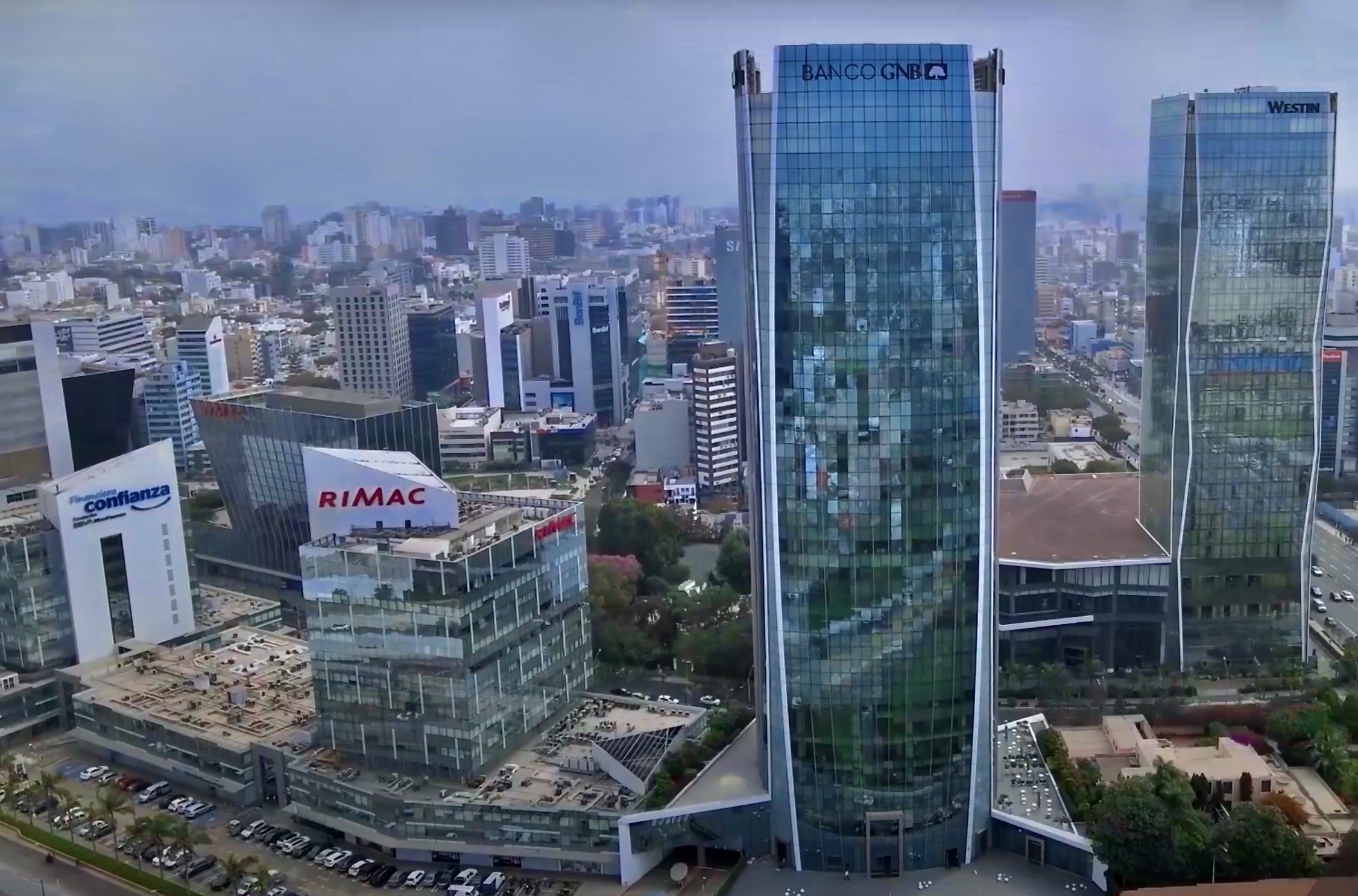
Torre Begonias desde el aire
Torre Begonias y el centro financiero
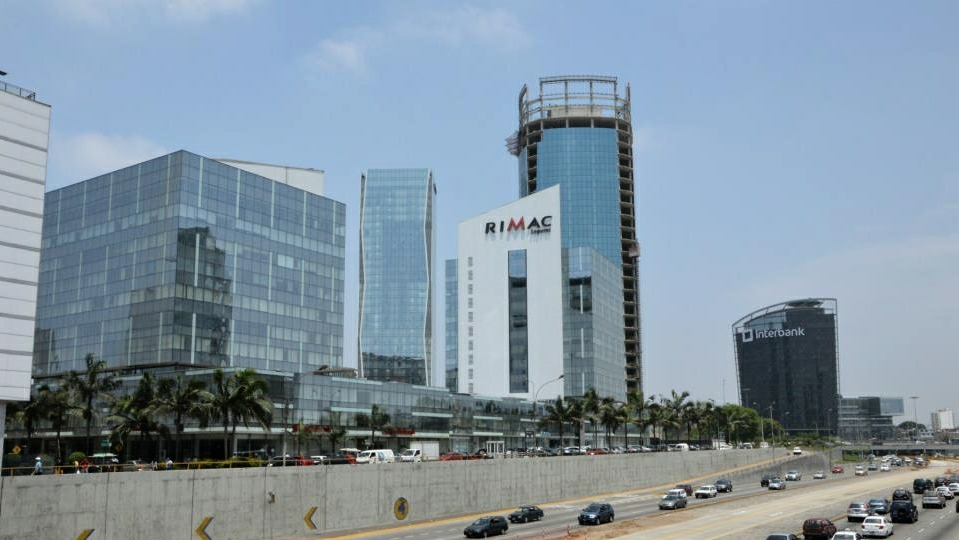
Torre Begonias en construcción
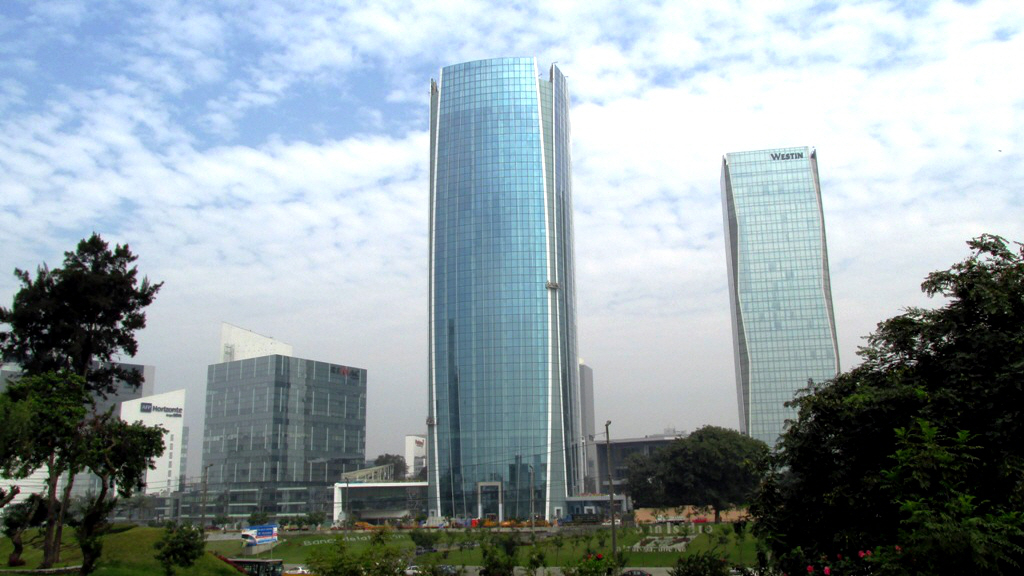
Torre Begonias culminado